# Ahillones (kommun)
Ahillones är en kommun i Spanien.   Den ligger i provinsen Provincia de Badajoz och regionen Extremadura, i den sydvästra delen av landet, 300 km sydväst om huvudstaden Madrid. Antalet invånare är 998. Arean är 21,5 kvadratkilometer. Ahillones gränsar till Berlanga och Casas de Reina. 
Terrängen i Ahillones är platt.